# Bolívar (provincie van Peru)
Bolívar is een provincie in de regio La Libertad in Peru. De provincie heeft een oppervlakte van 1.719 km² en telt 16.575 inwoners (2015). De hoofdplaats van de provincie is het district  Bolívar.

## Bestuurlijke indeling
De provincie Bolívar is verdeeld in zes districten, UBIGEO tussen haakjes:
- (130302) Bambamarca
- (130301) Bolívar, hoofdplaats van de provincie
- (130303) Condormarca
- (130304) Longotea
- (130305) Uchumarca
- (130306) Ucuncha

Ascope · Bolívar · Chepén · Gran Chimú · Julcán · Otuzco · Pacasmayo · Patáz · Sánchez Carrión · Santiago de Chuco · Trujillo · Virú